# 국립재활원
국립재활원(國立再活院, National Rehabilitation Center, NRC)은 장애인의 복지증진을 위한 진료, 재활연구, 교육훈련, 사회복귀지원, 공공재활의료지원 및 지역사회중심재활에 관한 업무를 관장하는 대한민국 보건복지부의 소속기관이다. 1986년 8월 18일 발족하였으며, 서울특별시 강북구 삼각산로 58에 위치하고 있다. 원장은 고위공무원단 나등급에 속하는 임기제공무원으로 보한다.

## 직무
- 장애인을 위한 재활의료 실시
- 권역 재활병원 등 공공재활의료 지원 및 지역사회중심재활 사업 운영
- 장애발생 예방 및 장애인 인식개선 사업 실시
- 재활전문요원 교육 실시
- 장애인 사회복귀 사업 실시
- 의지·보조기 기사 보수교육 실시
- 공공 특수재활 프로그램 운영
- 장애인 운전지원 및 건강증진 사업 실시
- 재활보조기술연구 등 재활연구사업
- 기타 장애인복지 증진을 위한 사업

## 연혁
- 1949년 5월 6일: 사회부 소속으로 중앙각심학원 설치.
- 1955년 2월 17일: 보건사회부 소속으로 변경.
- 1960년 8월 12일: 국립각심학원으로 개편.
- 1986년 8월 18일: 국립재활원으로 개편.
- 1994년 1월 29일: 재활병원 설치.
- 1994년 12월 23일: 보건복지부 소속으로 변경.
- 1997년 5월 22일: 내과폐지, 가정의학과 및 치과 신설.
- 1999년 12월 31일: 정형외과 및 진단방사선과 폐지, 소아재활과 신설.
- 2001년 1월 1일: 책임운영기관지정운영.
- 2002년 6월 26일: 지역사회재활추진단 및 주간재활센터 신설.
- 2007년 7월 27일: 2006년도 최우수책임운영기관으로 선정.
- 2007년 11월 5일: 병상증설 (200병상).
- 2007년 11월 22일: 가정의학과 명칭을 내과로 변경.
- 2007년 12월 5일: 여성, 시각, 청각재활과 신설.
- 2008년 2월 29일: 보건복지가족부 소속으로 변경.
- 2008년 5월 27일: 2007년도 최우수책임운영기관으로 선정.
- 2008년 11월 12일: 국립재활원 재활연구소 개소.
- 2008년 11월 12일: 재활병원 100병상 기공식.
- 2009년 4월 28일: 2008년도 최우수책임운영기관으로 선정.
- 2010년 3월 19일: 보건복지부 소속으로 변경.
- 2010년 7월 15일: 한방재활의학과, 영상의학과 신설.
- 2010년 12월 23일: 병상증설 (300병상).

## 조직

### 원장
- 총무과[1]
- 장애인운전지원과[2]
- 교육홍보과[2]
- 공공재활의료지원과[3]
- 장애인건강사업과[3][4]

재활병원부
- 사회복귀지원과[6]
- 척수손상재활과[3]
- 뇌신경재활과[3]
- 소아재활과[3]
- 내과[3]
- 여성재활과[3]
- 시각재활과[3]
- 청각재활과[3]
- 치과[3]
- 영상의학과[3]
- 한방재활의학과[3]
- 한방내과[3]
- 약제과[3]
- 간호과[3]
- 물리작업치료과[7]
- 장애인건강증진센터[8]

### 소속기관
- 재활연구소

## 같이 보기
- 국립소록도병원
- 국립정신건강센터
- 국립나주병원
- 국립부곡병원
- 국립춘천병원
- 국립공주병원
- 국립마산병원
- 국립목포병원
- 치료감호소
- 국립교통재활병원